# Hiệu ứng Blazhko
Hiệu ứng Blazhko, đôi khi được gọi là điều chế thời gian dài, là một biến thể về thời gian và biên độ trong các sao biến loại RR Lyrae. Nó được quan sát lần đầu tiên bởi Serge Blazhko vào năm 1907 trong ngôi sao RW Draconis.
Tính chất vật lý đằng sau hiệu ứng Blazhko hiện vẫn là một vấn đề tranh luận, với ba giả thuyết chính. Đầu tiên, được gọi là mô hình cộng hưởng, nguyên nhân của điều chế là sự cộng hưởng phi tuyến tính giữa chế độ xung cơ bản hoặc chế độ xung âm đầu tiên của ngôi sao và chế độ cao hơn. Thứ hai, được gọi là mô hình từ tính, giả sử sự biến đổi được gây ra bởi từ trường bị nghiêng theo trục quay, làm biến dạng chế độ xuyên tâm chính. Mô hình từ tính đã được loại trừ vào năm 2004 bằng các quan sát phân cực phổ có độ phân giải cao. Mô hình thứ ba giả định rằng các chu kỳ trong đối lưu gây ra sự xen kẽ và điều chế.
Bằng chứng quan sát dựa trên các quan sát của Kepler cho thấy phần lớn điều chế đường cong ánh sáng hai chu kỳ của hiệu ứng Blazhko là do nhân đôi chu kỳ đơn giản. Nhiều ngôi sao RR Lyrae có thời gian biến quang khoảng 12 giờ và các nhà thiên văn học trên mặt đất thường thực hiện các quan sát hàng đêm cách nhau khoảng 24 giờ; do đó, nhân đôi thời gian dẫn đến tối đa độ sáng trong các quan sát hàng đêm khác biệt đáng kể so với tối đa quan sát vào ban ngày.